# 政體資料集
政體資料集或譯政體特徵與轉型資料庫、政體資料庫、政体指数是政治科學研究廣泛使用的資料集。目前最新版本第四版包含所有總人口數大於500,000所有獨立國家民主水平的年度資訊，涵蓋自1800年至2013年的時間系列集。
这项政治研究于20世纪60年代末由特德·罗伯特·古尔发起，现在由古尔的前学生蒙蒂G·马歇尔继续进行，并由政治不稳定任务力量赞助，该基金也是中情局资助的工作计划之一。

1800至2018年間被政體IV資料集測為8分以上的民主政體數

顯示從政體IV數據系列2011年資料的世界地圖，從最專制獨裁的暗紅色（得分−10）至最民主的暗藍色是（得分10），紫色是得分0，失敗的或被佔領的地區則以黑色顯示的

## 資料集特性
作為民主指標之一，此資料集有「參與的競爭性」、「參與的規制」、「行政甄補的競爭性」、及「行政甄補的開放性」屬性變量，這些變量的測量尺度為顺序变量。
其政體的給分以選舉的競爭力、開放和參與程度進行評估，給予一個介於0分到10分的民主分數，和一個介於0分到10分的獨裁分數，最後將民主分數減去獨裁分數成為該政權的總分。總分為一個介於−10到10分的數字，分數在−10到−6對映的是獨裁政體，−5到5對映的是半民主状态国家，分數在6至10的是民主政體，而另外可以更細分如下。
| 分數     | 10                              | 6 ～ 9                 | 1 ～ 5                             | −5 ～ 0                              | −10 ～ −6              |
| 政體類型 | 完全民主政體 （Full Democracy） | 民主政體 （Democracy） | 開放的無體制政體 （Open Anocracy） | 封閉的無體制政體 （Closed Anocracy） | 獨裁政體 （Autocracy） |

此政體研究計劃始於1960年代末，由特德·羅伯特·格爾所創，現在則由其前學生蒙蒂G.馬歇爾繼續，並由政治不穩定任務力量所支助。
不少關於民主的實證研究以此資料集為研究素材，如唐睿及唐世平於《世界经济与政治》發表的〈历史遗产与原苏东国家的民主转型〉
、歐陽利姝與馬泰成所著的〈經濟成長與民主政治〉，及《民主擴散》等等。
作為最嚴謹及廣泛使用的政體測量數據集之一，該研究計劃雖然承認公民自由是民主的重要組成部分，但由於缺乏相關數據而未納入考量。政治學關於民主程度的測量及排名的發展仍持續，而政治學家Gerardo L. Munck及Jay Verkuilen評估現有的資料集，包括政体資料集，對於決定是否民主的標準判斷過於狹隘。
政体IV資料庫和国际危机行为資料庫（international crisis behavior, ICB）有專門網站并定期更新，研究者可下载全部数据，是国际关系研究领域中以其全面、免费开放而广受使用，对于定量研究者是获取最新数据一便捷方式。

## 東亞地區國家歷年政權趨勢
參考INSCR網站資料